# Top Dogs: Homicides
Top Dogs est une série télévisée québécoise réalisée par Pierre-Luc Miville, produite par Koze et diffusée sur Noovo.ca depuis le 9 avril 2020,,.
La série est propulsée grâce à la participation du Fonds Bell (en) et du Fonds indépendant de production,.
Les principaux comédiens qui jouent dans la série sont Alexandre Bisaillon, Yannick De Martino, Katherine Levac, Thomas Beaudoin, Didier Lucien et Michel-Olivier Girard.
La série a remporté série web humoristique de l'année au Gala Les Olivier 2021. La série a également nommé grand gagnant de la catégorie Série Humoristique aux Asia Web Awards.

## Synopsis

### Saison 1 - Top Dogs: Homicides
Les enquêteurs aux homicides, Patenaude (Alexandre Bisaillon) et Detroit (Yannick De Martino), sont immatures, mais forts, très forts ! Accompagné de leur fidèle expert en scène de crime (Thomas Beaudoin), et de leur chef de poste (Didier Lucien), plus les crimes sont absurdes, plus les enquêtes sont excitantes pour les véritables Top Dogs de la police. Lorsqu'ils ne sont pas à leur poste, Detroit et Patenaude passent leur temps au diner à discuter avec Juliette la serveuse (Katherine Levac).

### Saison 2 - Top Dogs: Agents Doubles Doubles
Ayant perdu leur badge à cause de l’explosion au diner, les Top Dogs Patenaude et Detroit sont relégués au plus bas de la hiérarchie policière. Ils doivent trouver comment revenir au top et combattre le crime qui est en train de ravager la Couronne Nord.

### Saison 3
L'ultime saison nous apporte une série de meurtres violets. Detroit (Yannick De Martino) file le parfait bonheur alors que Patenaude (Alexandre Bisaillon) peine à se remettre d'un deuil important. Celui-ci est convaincu que l'expert (Thomas Beaudoin) est responsable de tous ses malheurs. 

## Fiche technique
- Titre original : Top Dogs
- Réalisation : Pierre-Luc Miville
- Direction artistique : Frédérique Carrier, Rosalie Fortier et Laura Lemelin-Rainville
- Costumes : Joanick Giroux et Silvy Pelletier
- Photographie : Philippe St-Gelais
- Son : Jonathan Meunier, Thomas Sédillot, François DelFante et Francis Boudreau
- Montage : Samantha Labrecque, Charles-André Leroux et Pierre-Luc Miville
- Casting : Vincent Chabot
- Production : Vincent Chabot, Pierre-Luc Miville, Patrick St-Martin et Sébastien St-Martin
- Sociétés de production : Koze Productions
- Sociétés de distribution : Noovo.ca
- Pays d'origine :  Canada
- Langue originale : Français québécois
- Genre : Série télévisée policière
- Nombre de saisons : 3
- Nombre d'épisodes : 22
- Durée : 8-12 minutes

## Distribution

### Acteurs principaux
- Alexandre Bisaillon : Patenaude
- Yannick De Martino : Detroit

### Acteurs récurrents
- Katherine Levac : Juliette (saison 1 et 2)
- Thomas Beaudoin : Expert (saison 1, 2 et 3)
- Didier Lucien : Chef de Police (saison 1)
- Michel-Olivier Girard : Nicolas l'acteur (saison 1)
- Anne-Marie Cadieux : La Cheffe (saison 2)
- Tony Conte : Senior (saison 2)
- Erich Preach : Bob le cook (saison 2 et 3)
- Megan Brouillard : Experte (saison 3)
- Mike Ward : Patenaude (saison 3)

### Apparitions spéciales

#### Première saison
- Ansie St-Martin : Julie Lafond
- Anthony Vendrame : Olivier Larouche
- Vincent Chabot : Client louche
- Marie-Claude Perron : Femme avec poussette
- Odrée Rousseau : Serveuse
- Marc-André Brisebois : Rénald Champoux
- Christophe Dupéré : Col Bleu
- Martin Perizzolo : Luc
- Sébastien St-Martin : Avocat
- Virgil Serban : Vladislav
- Geoffrey Dallaire-Gagné : Suspect
- France Parent : Martine
- Patrick St-Martin : David-Alexandre Ste-Marie
- Jonathan Moreau Cormier : Fred
- Matthieu Pepper : Étienne Desmarais
- Julien Corriveau : Serge

#### Deuxième saison
- Christopher Hall : Gendarme
- Pierre-Bruno Rivard : Faux Detroit
- Laurence Latreille : Fausse Patenaude
- Erich Preach : Bob le cook
- Fabiola Nyrva Aladin : La Tireuse
- Hasher Ahmed : Hasher
- Christine Morency : Personne cagoulée
- Simon Deslisle : Mafieux Coupable
- Anne-Julie Proulx : Policière écurie
- Martin Carli : Martin Carli

#### Troisième saison
- Chrystelle Quintin
- Pierre-Luc Cloutier
- Victor Choinière Champigny
- Léa Philippe
- Marc-André Boulanger
- Anthony Montreuil
- Anne-Marie Cadieux
- Chloée Deblois
- Sylvie Potvin

## Liste des épisodes

### Première saison (2020)
1. Les dessous de l'affaire Lamborghini
2. Le cas de la Zamboni
3. Nom de code : Rince-Nez
4. La cabane aux mille entailles
5. Le cartel du sirop de poteau
6. Les douze petites glacières
7. Le crime du Boulevard des Laurentides
8. L'homme aux bottes de cowboys

### Deuxième saison (2021)
1. Comme avant
2. J'aurais voulu te le dire
3. C'est ton heure
4. Reprendre les armes
5. S'aimer sans amour
6. Je dérive
7. Sonar
8. Que l'on pardonne

### Troisième saison (2023)
1. Don de sang
2. Frigo communautaire
3. Réparation de vélo
4. L'origine du mal
5. Parent-aide
6. Des bijoux mentaux

## Accueil

### Réception critique
On compte plus de 20 000 personnes qui ont assisté à la soirée de pré-lancement le 8 avril 2020. Les critiques sont excellentes à la suite de la sortie de la série. À titre d'exemple, il suffit de citer Amélie Gaudreau du journal Le Devoir : « L'intérêt comique de l’exercice de style tient dans ces échanges bourrés de références à la culture populaire des dernières décennies, et aux personnages secondaires unidimensionnels, mais très drôles, comme celui du chef de police éparpillé (Didier Lucien) et de l’expert de scène de crime très timide (Thomas Beaudoin, le beau monsieur d’Hubert et Fanny dans un contre-emploi comique) ».

### Prix et distinctions
Top Dogs: Homicides a été présenté dans le cadre de la grande fête des webséries des Rendez-vous Québécois du cinéma - Édition 2020.
Top Dogs: Homicides, nommé grand gagnant de la catégorie Série Humoristique aux Asia Web Awards. 
Top Dogs: Homicides a été sacrée série web humoristique de l’année au Gala Les Olivier 2021,.
Top Dogs: Homicides est nommé dans la catégorie Sélection Officielle de la 7e édition du festival die Seriale.